# اکاناهالی، حسن
اکاناهالی، حسن (به انگلیسی: Akkanahalli, Hassan) یک روستا در هند است که در کارناتاکا واقع شده‌است.